# Crescent Lake
Crescent Lake az Amerikai Egyesült Államok északnyugati részén, Oregon állam Klamath megyéjében, az Oregon Route 58 mentén elhelyezkedő statisztikai település, amely Crescent Lake és Crescent Lake Junction településeket foglalja magában. A 2020. évi népszámláláskor 119 lakosa volt.

## Története
Crescent Lake település a Southern Pacific Railroad Natron mellékvonalának 1926-os átadását követően jött létre a vasúti járművek karbantartására a mai Crescent Lake Junctiontől három kilométerre délre. A mellékvonal célja volt, hogy a Cascade-hegységet megkerülve egyszerűbb eljutást biztosítson a Willamette-völgy és Kalifornia között.
Crescent Lake-ben zajlott a tehervonatok személyzetváltása. Az Oregonból Kaliforniából tartó vonatok eugene-i személyzetét Klamath Falls-iak váltották, míg az ellenkező irányban fordítva történt. A szolgálati helyen maradt személyzet a kötelező pihenőidőt kitöltve az ellenkező irányú szerelvény személyzetét váltotta.
A településen egykor vasútállomás, fordítókorong, személyzeti pihenőhely, két vegyesbolt (egyik kocsmával), étterem, iskola és posta is volt. A vasútállomásnak saját pályamunkásai, jelzőkarbantartója, villanyszerelője, állomásfőnöke, váltókezelői, felügyelője, kocsiszínkezelője és egyéb munkatársai voltak. 1940-re a település az OR-58 mellé költözött. 1958-ban a fordítókorongot üzemen kívül helyezték és hamarosan lebontották, az étteremben 1970-ben kiütött tűz pedig a többi épületet megsemmisítette. A fennmaradó épületeket egy tűzoltósági gyakorlat keretében később lebontották. Az Odell Sportsman üzletben működő posta 2009. január 23-án leégett, de később helyreállították.

## Fordítás
- Ez a szócikk részben vagy egészben  a   Crescent Lake, Oregon című angol Wikipédia-szócikk ezen változatának fordításán alapul.  Az eredeti cikk szerkesztőit annak laptörténete sorolja fel. Ez a jelzés csupán a megfogalmazás eredetét és a szerzői jogokat jelzi, nem szolgál a cikkben szereplő információk forrásmegjelöléseként.